# Testo di partenza
Il testo di partenza (TP) è un testo, perlopiù scritto, ma a volte anche orale, che è stato o deve essere tradotto in un’altra lingua. Mediante la traduzione, il testo di partenza (TP) viene trasformato in un testo di arrivo (TA). Secondo la definizione del traduttologo britannico Jeremy Munday, il processo di traduzione effettuato tra due lingue differenti implica la trasformazione di un testo originale in una data lingua di partenza, in un testo d’arrivo in un’altra lingua (generalmente chiamata lingua d’arrivo - LA).

## Testo di partenza e teorie della traduzione
L'orientamento al testo di partenza è uno degli elementi che gli studiosi hanno individuato per distinguere i diversi metodi di traduzione. Eugene Nida, linguista e traduttologo statunitense, ha contribuito allo sviluppo della traduttologia e degli studi traduttivi con l’elaborazione del concetto di equivalenza, attuando una distinzione tra equivalenza dinamica (o funzionale) ed equivalenza formale, che rappresentano due modi diversi di affrontare il testo di partenza. Secondo la teoria dell’equivalenza dinamica, il traduttore ha l'obiettivo di riprodurre nel testo di arrivo la funzione del testo di partenza, adattandolo in modo che veicoli il messaggio, senza necessariamente rispettarne la forma. Al contrario, la teoria dell’equivalenza formale tende a salvaguardare lo stile del testo di partenza nel processo traduttivo, anche se può modificare il contenuto dell'originale.

## Testo di partenza e traduzione automatica
Nelle traduzioni realizzate mediante il computer, la traduzione automatica, il traduttore può operare sul testo di partenza attraverso l’attività di pre-editing, ossia l'operazione di preparazione di un testo per la macchina al fine di assicurare che il risultato sia di qualità adeguata. Tra le molteplici correzioni che un traduttore può effettuare su un testo di partenza vi sono: la correzione di errori ortografici o di spaziatura, l’eliminazione delle forme passive e impersonali, l’esplicitazione del soggetto e la semplificazione dei sintagmi nominali troppo complessi. Tutte queste operazioni sono effettuate al fine di ridurre l’ambiguità ed ampliare la trasparenza del testo di partenza in modo che il computer, che lavora essenzialmente attraverso algoritmi, sia in grado di fornire un buon risultato finale. Contrapposta all’attività di pre-editing, si trova l’attività di post-editing che può essere effettuata dopo la traduzione automatica sul testo d’arrivo, sempre per migliorarne la qualità.